# Felipe Carballo
Felipe Ignacio Carballo Ares (Montevidéu, 4 de outubro de 1996) é um futebolista uruguaio que atua como meio-campista. Atualmente, joga pelo Portland Timbers, emprestado pelo Grêmio.

## Carreira

### Nacional
Nascido em Montevidéu, Carballo foi revelado nas categorias de base do Nacional, onde foi promovido ao time profissional a partir da temporada do ano de 2016.
Fez sua primeira partida como jogador profissional em 25 de fevereiro, entrando como substituto em um empate fora de casa por 1–1 com o Rosario Central, pela Libertadores. Ele fez sua primeira partida no Campeonato Uruguaio em 28 de fevereiro de 2016, entrando como titular em uma derrota fora de casa por 2–0 para o Plaza Colonia.
Carballo marcou seu primeiro gol profissional no dia 10 de abril de 2016, marcando o terceiro gol do Nacional na vitória fora de casa por 2–4 sobre o Defensor Sporting.

### Sevilla Atlético
Em 29 de agosto de 2017, o jogador foi contratado pelo Sevilla, assinando um contrato de cinco anos, sendo integrado ao time B. Carballo foi vendido por uma taxa de cerca de 2,5 milhões de euros.

### Retorno ao Nacional
Em 18 de janeiro de 2019, o meia uruguaio foi emprestado ao seu ex-clube Nacional até o final de 2019. O período de empréstimo foi posteriormente prorrogado por mais um ano. Em 9 de janeiro de 2021, Carballo foi comprado em definitivo pelo Nacional, assinando um contrato permanente de três anos.

### Grêmio
No dia 20 de dezembro de 2022, o Grêmio anunciou a contratação de Felipe Carballo para a temporada 2023, assinando um contrato de três anos com o clube. O jogador fez sua estreia no dia 17 de janeiro de 2023, entrando como substituto na vitória por 4–1 sobre o São Luiz, pela Recopa Gaúcha. Marcou seu primeiro gol pelo Grêmio no dia 5 de março, garantindo a vitória por 2–1 em um clássico com o Internacional, pelo Campeonato Gaúcho.

#### New York Red Bulls (empréstimo)
Em 2024, o New York Red Bulls anunciou a contratação através de empréstimo vindo do Grêmio. Seu empréstimo terminou em 30 de junho de 2025 e retornou ao Grêmio.

#### Portland Timbers (empréstimo)
Em 13 de agosto de 2025, o Grêmio acertou o empréstimo do volante ao Portland Timbers, clube que disputa a Major League Soccer, dos Estados Unidos. O vínculo foi estabelecido até o final da temporada de 2025 e inclui opção de compra ao término do empréstimo. No dia 14 de agosto, foi anunciado oficialmente pelo clube norte-americano.

## Seleção Uruguaia
Em 21 de outubro de 2022, Carballo foi nomeado para a seleção preliminar de 55 jogadores do Uruguai para a Copa do Mundo FIFA de 2022 pelo técnico Diego Alonso. Em 24 de março de 2023, estreia pela Seleção Uruguaia em amistoso contra o Japão que terminou em um empate por 1–1, entrando como substituto de Manuel Ugarte.

## Estatísticas
Atualizadas até 28 de Novembro de 2024

### Clubes
| Equipe            | Temporada         | Campeonato nacional | Campeonato nacional | Campeonato nacional | Copa nacional[a] | Copa nacional[a] | Copa nacional[a] | Competições continentais[b] | Competições continentais[b] | Competições continentais[b] | Outros torneios[c] | Outros torneios[c] | Outros torneios[c] | Total | Total | Total   |
| Equipe            | Temporada         | Jogos               | Gols                | Assist.             | Jogos            | Gols             | Assist.          | Jogos                       | Gols                        | Assist.                     | Jogos              | Gols               | Assist.            | Jogos | Gols  | Assist. |
| ----------------- | ----------------- | ------------------- | ------------------- | ------------------- | ---------------- | ---------------- | ---------------- | --------------------------- | --------------------------- | --------------------------- | ------------------ | ------------------ | ------------------ | ----- | ----- | ------- |
| Nacional          | 2016              | 11                  | 1                   | 0                   | —                | —                | —                | 7                           | 0                           | 0                           | —                  | —                  | —                  | 18    | 1     | 0       |
| Nacional          | 2017              | 11                  | 3                   | 0                   | —                | —                | —                | 3                           | 0                           | 0                           | —                  | —                  | —                  | 14    | 3     | 0       |
| Nacional          | 2019              | 22                  | 3                   | 0                   | —                | —                | —                | 6                           | 1                           | 0                           | 1                  | 0                  | 0                  | 29    | 4     | 0       |
| Nacional          | 2020              | 36                  | 6                   | 0                   | —                | —                | —                | 7                           | 1                           | 0                           | 1                  | 1                  | 0                  | 44    | 8     | 0       |
| Nacional          | 2021              | 21                  | 0                   | 0                   | —                | —                | —                | 6                           | 0                           | 2                           | 1                  | 0                  | 0                  | 28    | 0     | 2       |
| Nacional          | 2022              | 35                  | 8                   | 0                   | —                | —                | —                | 9                           | 0                           | 1                           | —                  | —                  | —                  | 44    | 8     | 1       |
| Nacional          | Total             | 136                 | 21                  | 0                   | 0                | 0                | 0                | 38                          | 2                           | 3                           | 3                  | 1                  | 0                  | 177   | 24    | 3       |
| Sevilla Atlético  | 2017–18           | 17                  | 0                   | 1                   | —                | —                | —                | —                           | —                           | —                           | —                  | —                  | —                  | 17    | 0     | 1       |
| Sevilla Atlético  | 2018–19           | 14                  | 0                   | 0                   | —                | —                | —                | —                           | —                           | —                           | —                  | —                  | —                  | 14    | 0     | 0       |
| Sevilla Atlético  | Total             | 33                  | 0                   | 1                   | 0                | 0                | 0                | 0                           | 0                           | 0                           | 0                  | 0                  | 0                  | 33    | 0     | 1       |
| Grêmio            | 2023              | 10                  | 0                   | 0                   | 7                | 0                | 0                | —                           | —                           | —                           | 11                 | 1                  | 0                  | 28    | 1     | 0       |
| Grêmio            | Total             | 10                  | 0                   | 0                   | 7                | 0                | 0                | 0                           | 0                           | 0                           | 11                 | 1                  | 0                  | 28    | 1     | 0       |
| NY Red Bulls      | 2024              | 10                  | 2                   | 0                   |                  |                  |                  |                             |                             |                             |                    |                    |                    | 10    | 2     | 0       |
| Total na carreira | Total na carreira | 189                 | 21                  | 1                   | 7                | 0                | 0                | 38                          | 2                           | 3                           | 14                 | 2                  | 0                  | 248   | 27    | 4       |

- a. ^ Jogos da Copa do Brasil
- b. ^ Jogos da Copa Sul-Americana e da Copa Libertadores da América
- c. ^ Jogos da Supercopa do Uruguai, da Recopa Gaúcha e do Campeonato Gaúcho

### Seleção Uruguaia
| Ano   |       |      |         |
| Ano   | Jogos | Gols | Assist. |
| ----- | ----- | ---- | ------- |
| 2023  | 4     | 0    | 0       |
| Total | 4     | 0    | 0       |

| Ano   |       |      |         |
| Ano   | Jogos | Gols | Assist. |
| ----- | ----- | ---- | ------- |
| 2023  | 4     | 0    | 0       |
| Total | 4     | 0    | 0       |

Expanda a caixa de informações para conferir todos os jogos deste jogador, pela sua seleção nacional.
Principal
|    | Data                | Local                                   | Resultado | Adversário    | Gol(s) | Assist. | Competição |
| -- | ------------------- | --------------------------------------- | --------- | ------------- | ------ | ------- | ---------- |
| 1. | 24 de março de 2023 | Estádio Nacional do Japão, Tóquio       | 1–1       | Japão         | 0      | 0       | Amistoso   |
| 2. | 28 de março de 2023 | Estádio da Copa do Mundo de Seul, Seoul | 2–1       | Coreia do Sul | 0      | 0       | Amistoso   |
| 3. | 14 de junho de 2023 | Estádio Centenário, Montevidéu          | 4–1       | Nicarágua     | 0      | 0       | Amistoso   |
| 4. | 20 de junho de 2023 | Estádio Centenário, Montevidéu          | 2–0       | Cuba          | 0      | 0       | Amistoso   |

## Títulos
Nacional
- Campeonato Uruguaio: 2016, 2019, 2020 e 2022
- Supercopa Uruguaia: 2019 e 2021[23]

Grêmio
- Recopa Gaúcha: 2023[23]
- Recopa Gaúcha: 2025[23]
- Campeonato Gaúcho: 2023[24][23]
- Campeonato Gaúcho: 2024[25][23]